# Sulejów
Sulejów is een stad in het Poolse woiwodschap Łódź, gelegen in de powiat Piotrkowski. De oppervlakte bedraagt 26,25 km², het inwonertal 6375 (2005).

## Verkeer en vervoer
- Station Sulejów